# Carl Fredrik Engelstad

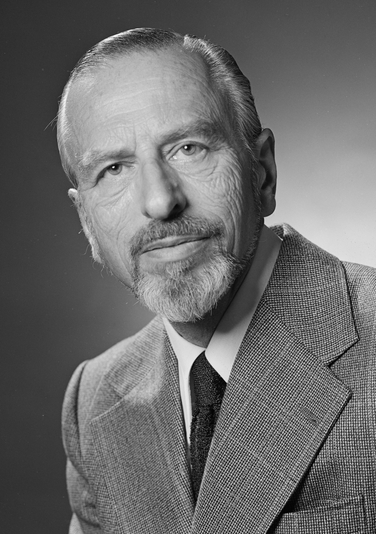
Carl Fredrik Engelstad.

Carl Fredrik Engelstad född 11 november 1915 i Hadsel, död 1 oktober 1996, var en norsk teaterchef, författare, dramatiker, journalist, litteraturforskare och översättare. 
Engelstad var utbildad i europeisk litteraturhistoria. 1960-1961 var han teaterchef för Nationaltheatret. Han arbetade större delen av sitt liv som journalist och litteraturkritiker, först för Morgenbladet och därefter för Aftenposten.
Engelstad debuterade litterärt 1949 med skådespelen Pen eldre herre och Ung mann på vingene, men hans första roman Gjester i mørket kom inte förrän 1957. Han skrev romaner, skådespel, biografier och sakprosa inom bland annat litteraturforskning. Han vann Kritikerpriset två gånger.